# Рижков Семен Мартинович

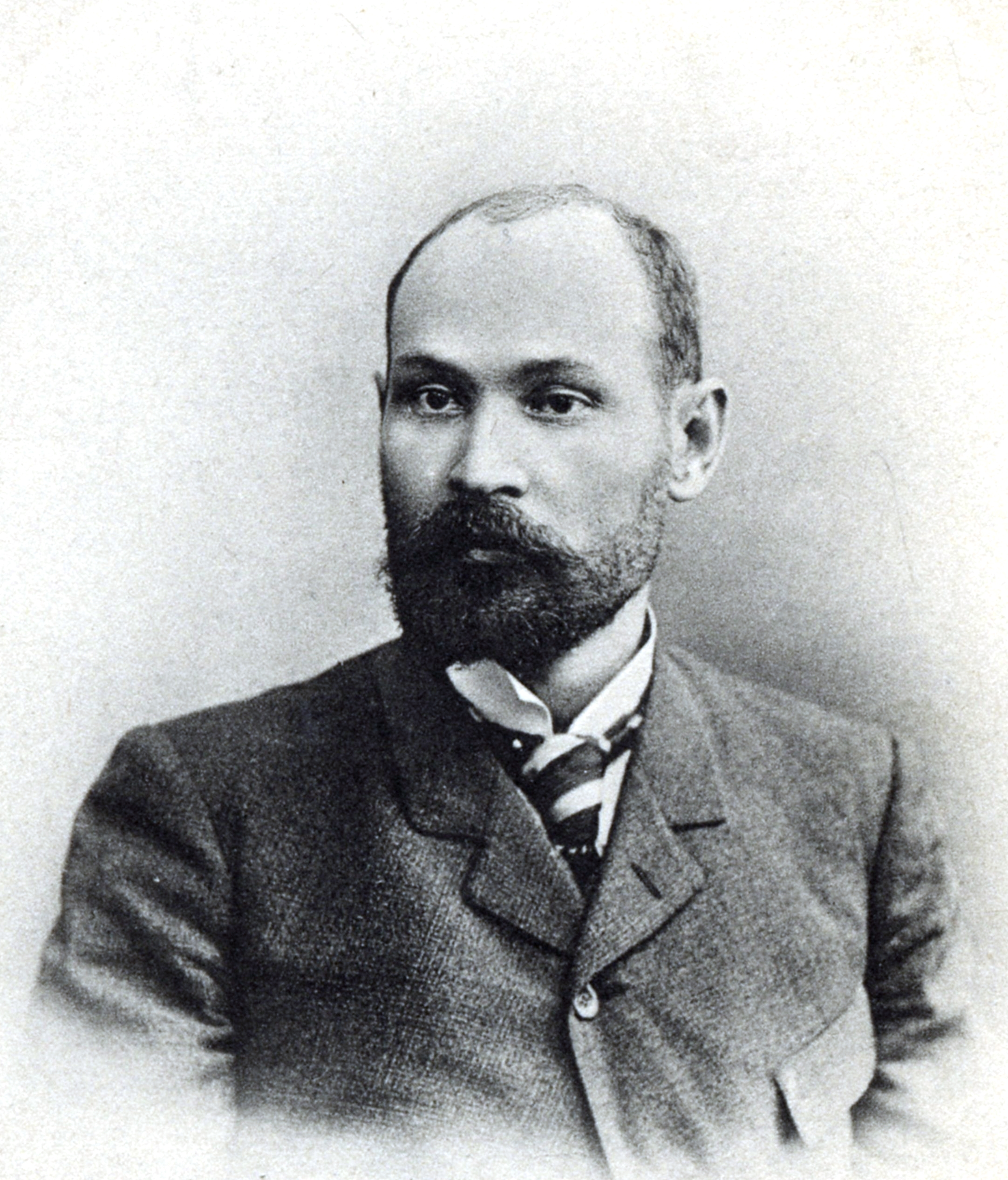

Рижков Семен Мартинович  (*1874 — †1950) — член Державної думи Російської імперії від Катеринославської губернії.

## Життєпис
За професією - вчитель, працював в селі Василівка Слов'яносербського повіту (нині частина Алчевська Луганської області). У 1893-1895 його учнем був майбутній маршал Климент Ворошилов, саме під впливом Рижкова молодий Ворошилов став цікавитися революційними ідеями. У 1903 Рижкова звільнили зі школи за те, що він відправив гроші з учительської каси політемігрантів в Париж, що було розцінено як фінансування революції. У 1904 він був відновлений на посаді.
Один з лідерів ліберальної опозиції Катеринославщини, після обрання в Думу в примкнув до "Трудової групи"- опозиційної фракції, що представляє інтереси селян. 
Після розпуску Думи був в числі авторів Виборзького відозви, які закликали до кампанії громадянської непокори, був засуджений до трьох місяців в'язниці і заборону займати виборні посади. Згодом завідував робоча школу при заводі Гартмана в Луганську.
У роки 1-ї світової війни Рижков порвав відносини з Ворошиловим, як "пораженцем" і німецьким агентом.
У 1917 - секретар Селянської спілки в Луганську, прихильник Тимчасового уряду. 
Під час громадянської війни Рижков був на стороні білих, емігрував до Чехословаччини, де працював учителем в російській школі.